# 피아노 협주곡 사장조 (라벨)

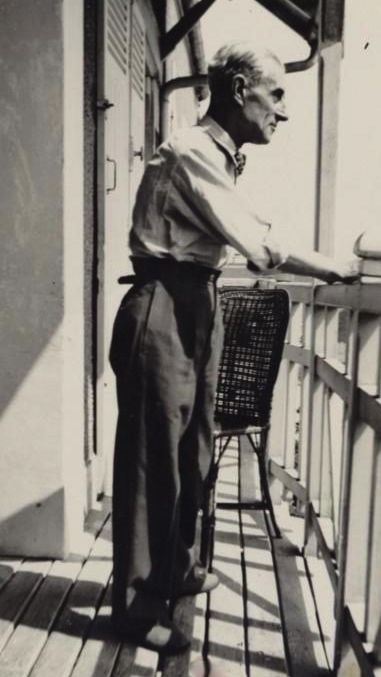

《피아노 협주곡 사장조 M.83》는 모리스 라벨이 1929년에서 1931년 사이에 작곡한 피아노 협주곡이다.

## 초연
1932년 파리에서 피아니스트 마르그리트 롱과 라무뢰 오케스트라가 작곡가 지휘와 함께 초연했다. 몇 달 안에 유럽과 미국의 주요 도시들에서 그 작품이 연주되었다.

## 악장 구성
세 악장으로 이루어져 있고, 총 연주 시간은 20분이 조금 넘는다.
- 1악장: 쾌활하게(Allegramente)
- 2악장: 충분히 느리게(Adagio assai)
- 3악장: 아주 빠르게(Presto)

## 악기 편성
- 독주 피아노
- 목관악기: 피콜로, 플루트, 오보에, 잉글리시 호른, 내림 마조 클라리넷, 내림 나 및 가조의 클라리넷, 바순2
- 금관악기: 호른(바조)2, 트럼펫(다조), 트롬본
- 타악기: 팀파니, 작은북, 트라이앵글, 심벌즈, 큰북, 탐탐, 우드블록, 채찍
- 현악기: 하프, 바이올린16, 비올라6, 첼로6, 더블베이스4